# Marco negli Stadi
Marco negli Stadi será la séptima gira musical del cantautor italiano Marco Mengoni.
La gira dio inicio en Lignano Sabbiadoro el 21 de junio de 2025 y finalizará en Madrid el 10 de diciembre del mismo año.

## Anuncio
El anuncio oficial de la gira lo hizo Mengoni a través de sus redes socialesy contará con el patrocinio de Live Nation y Radio Italia.
El 10 de marzo de 2025 se anunció que la gira se extendería por Europa.

## Fechas
| Fecha                   | Ciudad             | País   | Recinto                        |
| ----------------------- | ------------------ | ------ | ------------------------------ |
| Marco Negli Stadi       |                    |        |                                |
| 21 de junio de 2025     | Lignano Sabbiadoro | Italia | Estadio Comunale G. Teghil     |
| 26 de junio de 2025     | Nápoles            | Italia | Estadio Diego Armando Maradona |
| 2 de julio de 2025      | Roma               | Italia | Estadio Olímpico de Roma       |
| 5 de julio de 2025      | Bolonia            | Italia | Estadio Renato Dall'Ara        |
| 6 de julio de 2025      | Bolonia            | Italia | Estadio Renato Dall'Ara        |
| 9 de julio de 2025      | Turín              | Italia | Estadio Olímpico de Turín      |
| 13 de julio de 2023     | Milán              | Italia | Estadio San Siro               |
| 14 de julio de 2025     | Milán              | Italia | Estadio San Siro               |
| 17 de julio de 2025     | Padua              | Italia | Estadio Euganeo                |
| 20 de julio de 2025     | Bari               | Italia | Estadio San Nicola             |
| 23 de julio de 2025     | Mesina             | Italia | Estadio San Filippo            |
| 24 de julio de 2025     | Mesina             | Italia | Estadio San Filippo            |
| Manga Italiana          |                    |        |                                |
| 5 de octubre de 2025    | Conegliano         | Italia | Prealpi Sanbiagio Arena        |
| 8 de octubre de 2025    | Turín              | Italia | Inalpi Arena                   |
| 9 de octubre de 2025    | Turín              | Italia | Inalpi Arena                   |
| 12 de octubre de 2025   | Milán              | Italia | Unipol Forum                   |
| 13 de octubre de 2025   | Milán              | Italia | Unipol Forum                   |
| 15 de octubre de 2025   | Milán              | Italia | Unipol Forum                   |
| 17 de octubre de 2025   | Milán              | Italia | Unipol Forum                   |
| 21 de octubre de 2025   | Pésaro             | Italia | Vitrifrigo Arena               |
| 22 de octubre de 2025   | Pésaro             | Italia | Vitrifrigo Arena               |
| 24 de octubre de 2025   | Bolonia            | Italia | Unipol Arena                   |
| 25 de octubre de 2025   | Bolonia            | Italia | Unipol Arena                   |
| 28 de octubre de 2025   | Florencia          | Italia | Mandela Forum                  |
| 29 de octubre de 2025   | Florencia          | Italia | Mandela Forum                  |
| 31 de octubre de 2025   | Florencia          | Italia | Mandela Forum                  |
| 2 de noviembre de 2025  | Éboli              | Italia | Palasele                       |
| 4 de noviembre de 2025  | Éboli              | Italia | Palasele                       |
| 5 de noviembre de 2025  | Éboli              | Italia | Palasele                       |
| 8 de noviembre de 2025  | Roma               | Italia | Palazzo dello Sport            |
| 9 de noviembre de 2025  | Roma               | Italia | Palazzo dello Sport            |
| 12 de noviembre de 2025 | Roma               | Italia | Palazzo dello Sport            |
| 13 de noviembre de 2025 | Roma               | Italia | Palazzo dello Sport            |

## Live in Europe
El 10 de marzo, a través de redes sociales, Mengoni anunció la manga europea de su gira, que tendrá inicio el 19 de noviembre de 2025 en Ginebra y finalizará el 10 de diciembre de 2025 en Madrid.
| Fecha                   | Ciudad           | País         | Recinto                     |
| ----------------------- | ---------------- | ------------ | --------------------------- |
| Live in Europe          |                  |              |                             |
| 19 de noviembre de 2025 | Ginebra          | Suiza        | Ginebra Arena               |
| 21 de noviembre de 2025 | Stuttgart        | Alemania     | Hanns-Martin-Schleyer-Halle |
| 22 de noviembre de 2025 | Düsseldorf       | Alemania     | Mitsubishi Electric Halle   |
| 24 de noviembre de 2025 | Zúrich           | Suiza        | Hallenstadion               |
| 26 de noviembre de 2025 | Frankfurt        | Alemania     | Festhalle                   |
| 27 de noviembre de 2025 | Múnich           | Alemania     | Olympiahalle                |
| 30 de noviembre de 2025 | Vorst            | Bélgica      | Vorst Nationaal             |
| 1 de diciembre de 2025  | Utrecht          | Países Bajos | TivoliVredenburg            |
| 3 de diciembre de 2025  | París            | Francia      | Sala Pleyel                 |
| 5 de diciembre de 2025  | Esch-sur-Alzette | Luxemburgo   | Rockhal Box                 |
| 7 de diciembre de 2025  | Londres          | Reino Unido  | O2 Forum Kentish Town       |
| 10 de diciembre de 2025 | Madrid           | España       | Palacio Vistalegre          |